# Луций Овиний Рустик Корнелиан
Луций Овиний Рустик Корнелиан (на латински: Lucius Ovinius Rusticus Cornelianus) е политик на Римската империя.
През 237 г. той е вероятно консул заедно с Публий Титий Перпету (Publius Titius Perpetuus). Тази година император Максимин Трак провежда походи против алеманите на реките Дунав и Рейн в Германия.